# Sport in Veneto
Lo sport in Veneto presenta importanti realtà in numerose discipline.
Per anni la città di maggior rilievo è stata Treviso: benché la sua rappresentativa calcistica, il Football Club Treviso, abbia disputato solo un campionato nazionale di serie A, il successo delle altre formazioni cittadine sia in campo nazionale che internazionale, ne hanno fatto per antonomasia la città dello sport.
Questa fertilità è da attribuirsi in buona parte all'impegno del gruppo Benetton che, al massimo del suo splendore, comprendeva le squadre di rugby, pallacanestro e pallavolo nonché una scuderia in Formula 1. 
Il gruppo Benetton ad oggi è proprietario del solo Benetton Rugby, avendo gradualmente ceduto o cessato le altre attività sportive, a cominciare dalla Benetton Formula nel 2001 e proseguendo con Sisley Volley e Treviso Basket nel 2012.
Il gruppo vanta nel suo palmarès complessivo più di quaranta campionati nazionali vinti, diversi titoli europei e, nel caso dell'automobilismo, tre titoli mondiali di Formula 1: uno Costruttori nel 1995 e due riservati ai Piloti nel 1994 e ancora nel 1995, vinti entrambi da Michael Schumacher.

## Sport di squadra

### Calcio

#### Calcio a 11
A livello calcistico maschile, il Veneto è stato rappresentato in serie A da sei diverse squadre: Chievo Verona, Hellas Verona, Padova, Treviso, Venezia, Vicenza. L'Hellas Verona ha conquistato l'unico scudetto della regione nel 1984-85 mentre Venezia e Vicenza hanno entrambe vinto una Coppa Italia rispettivamente nel 1941 e nel 1997.
Negli secondo millennio è salito agli onori della cronaca il cosiddetto Miracolo Chievo, espressione calcistica di un quartiere di Verona capace di scalare tutte le categorie minori fino a raggiungere la Serie A e imporsi sia sui palcoscenici nazionali sia nelle competizioni europee. Sempre Verona è protagonista del record di 3 squadre della stessa città iscritte ad un campionato professionista: a fianco di Hellas e Chievo, si aggiunge infatti la Virtus Vecomp che giocò in Seconda Divisione nella stagione 2013-2014, retrocedendo subito in Serie D. Nel 2018 con la vittoria del massimo campionato dilettantistico, la formazione di Borgo Venezia disputò la Serie C, dove tuttora milita. A livello individuale tra gli atleti di maggior spicco ricordiamo i campioni del mondo Guido Masetti (1934 e 1938), Aldo Olivieri, Mario Perazzolo e Pietro Serantoni (1938), Ivano Bordon (1982) e Alessandro Del Piero (2006). Impossibile infine non nominare uno dei massimi geni del calcio italiano,  il divin codino Roberto Baggio, vincitore del Pallone d'oro nel 1993.
Nel calcio femminile risalta il Bardolino, in provincia di Verona, vincitore di 4 scudetti; altre società scudettate sono Padova (2), Valdobbiadene (2), Foroni Verona (2) e Hellas Verona (1).
Principali società di calcio a 11 maschile attive:
[Attualmente i livelli nazionali / interregionali sono quattro: Serie A, Serie B, Serie C e Serie D. Dal 1978 al 2014 il IV livello era costituito dalla Serie C2 / Lega Pro II Divisione].
| #   | Società                  | I livello - attuale SerieA | II livello - attuale SerieB | III livello - attuale SerieC | IV livello - attuale SerieD | V livello - cessato | Totale | Stagione 2025-2026               | Pr. |
| --- | ------------------------ | -------------------------- | --------------------------- | ---------------------------- | --------------------------- | ------------------- | ------ | -------------------------------- | --- |
| 1ª  | Verona                   | 50                         | 54                          | 6                            | -                           | -                   | 110    | (1°) Serie A                     | VR  |
| 2ª  | Vicenza                  | 36                         | 40                          | 29                           | 1                           | -                   | 106    | (3°) Serie C                     | VI  |
| 3ª  | Padova                   | 26                         | 40                          | 33                           | 5                           | -                   | 104    | (2°) Serie B                     | PD  |
| 4ª  | Venezia                  | 21                         | 46                          | 23                           | 12                          | 5                   | 107    | (2°) Serie B                     | VE  |
| 5ª  | Chievo                   | 17                         | 10                          | 5                            | 8                           | 8                   | 48     | (4°) Serie D                     | VR  |
| 6ª  | Treviso                  | 3                          | 25                          | 46                           | 15                          | 5                   | 94     | (4°) Serie D                     | TV  |
| 7ª  | Schio                    | 2                          | 2                           | 16                           | 23                          | 8                   | 51     | (5°) Eccellenza                  | VI  |
| 8ª  | Dolo                     | 1                          | 8                           | 7                            | 20                          | 6                   | 42     | (5°) Eccellenza                  | VE  |
| 9ª  | Legnago                  | 1                          | 3                           | 7                            | 37                          | 15                  | 63     | (4°) Serie D                     | VR  |
| 10ª | Cittadella               | -                          | 18                          | 10                           | 7                           | 10                  | 45     | (3°) Serie C                     | PD  |
| 11ª | Valdagno                 | -                          | 10                          | 23                           | 10                          | 14                  | 57     | (8°) II Categoria                | VI  |
| 12ª | Thiene                   | -                          | 2                           | 9                            | 10                          | 7                   | 28     | (6°) Promozione                  | VI  |
| 13ª | Mestre                   | -                          | 1                           | 29                           | 38                          | 1                   | 69     | (4°) Serie D                     | VE  |
| 14ª | Rovigo                   | -                          | 1                           | 20                           | 12                          | 23                  | 56     | (6°) Promozione                  | RO  |
| 15ª | Portogruaro              | -                          | 1                           | 6                            | 35                          | 8                   | 50     | (4°) Serie D                     | VE  |
| 16ª | Conegliano               | -                          | 1                           | 4                            | 19                          | 13                  | 37     | (4°) Serie D                     | TV  |
| 17ª | Giorgione                | -                          | 1                           | 3                            | 20                          | 8                   | 32     | (5°) Eccellenza                  | TV  |
| 18ª | Bassano                  | -                          | -                           | 14                           | 26                          | 22                  | 60     | (4°) Serie D                     | VI  |
| 19ª | Audace SME               | -                          | -                           | 10                           | 21                          | 2                   | 33     | (6°) Promozione                  | VR  |
| 20ª | Sandonà                  | -                          | -                           | 9                            | 24                          | 14                  | 47     | (5°) Eccellenza                  | VE  |
| 21ª | Vittorio SMC             | -                          | -                           | 9                            | 12                          | 6                   | 26     | (5°) Eccellenza                  | TV  |
| 22ª | ArzignanoChiampo         | -                          | -                           | 8                            | 16                          | 13                  | 37     | (3°) Serie C                     | VI  |
| 23ª | Virtus Verona            | -                          | -                           | 8                            | 5                           | 7                   | 20     | (3°) Serie C                     | VR  |
| 24ª | Chioggia Sottomarina     | -                          | -                           | 5                            | 13                          | 19                  | 37     | (3°) Serie D                     | VE  |
| 25ª | Montebelluna             | -                          | -                           | 4                            | 26                          | 19                  | 49     | non iscritta a nessun campionato | TV  |
| 26ª | Union Pro                | -                          | -                           | 4                            | 8                           | -                   | 12     | (6°) Promozione                  | TV  |
| 27ª | Villafranca Veronese     | -                          | -                           | 3                            | 5                           | 3                   | 11     | (5°) Eccellenza                  | VR  |
| 28ª | Sambonifacese            | -                          | -                           | 3                            | 4                           | 7                   | 14     | (6°) Promozione                  | VR  |
| 29ª | Cologna Veneta           | -                          | -                           | 3                            | -                           | 5                   | 8      | (6°) Promozione                  | VR  |
| 30ª | Malo                     | -                          | -                           | 2                            | 5                           | -                   | 7      | (6°) Promozione                  | VI  |
| 31ª | Luparense                | -                          | -                           | 2                            | 10                          | 6                   | 18     | (4°) Serie D                     | PD  |
| 32ª | Badia Polesine           | -                          | -                           | 2                            | 3                           | -                   | 5      | (7°) I Categoria                 | RO  |
| 33ª | Montagnana               | -                          | -                           | 2                            | 1                           | -                   | 3      | (7°) I Categoria                 | PD  |
| 34ª | Lonigo                   | -                          | -                           | 2                            | -                           | 2                   | 4      | (7°) I Categoria                 | VI  |
| 35ª | Miranese                 | -                          | -                           | 1                            | 9                           | 11                  | 21     | (7°) I Categoria                 | VE  |
| 36ª | Caldiero                 | -                          | -                           | 1                            | 6                           | -                   | 7      | (3°) Serie D                     | VR  |
| 37ª | Dolomiti Bellunesi       | -                          | -                           | 1                            | 4                           | -                   | 4      | (3°) Serie C                     | BL  |
| 38ª | Adriese                  | -                          | -                           | -                            | 22                          | 9                   | 31     | (4°) Serie D                     | RO  |
| 39ª | Este                     | -                          | -                           | -                            | 12                          | 9                   | 21     | (4°) Serie D                     | PD  |
| 40ª | Campodarsego             | -                          | -                           | -                            | 11                          | -                   | 11     | (4°) Serie D                     | TV  |
| 41ª | Mira                     | -                          | -                           | -                            | 9                           | 8                   | 17     | (8°) II Categoria                | VE  |
| 42ª | Delta Porto Tolle        | -                          | -                           | -                            | 9                           | 2                   | 11     | (8°) II Categoria                | RO  |
| 43ª | Monselice                | -                          | -                           | -                            | 7                           | 4                   | 11     | (6°) Promozione                  | PD  |
| 44ª | Cerea                    | -                          | -                           | -                            | 7                           | 2                   | 9      | (7°) I Categoria                 | VR  |
| 45ª | Abano                    | -                          | -                           | -                            | 5                           | 6                   | 11     | (8°) II Categoria                | PD  |
| 46ª | Ambrosiana               | -                          | -                           | -                            | 5                           | -                   | 5      | (5°) Eccellenza                  | VR  |
| 47ª | Cartigliano              | -                          | -                           | -                            | 5                           | -                   | 5      | (9°) III Categoria               | VI  |
| 48ª | Calvi Noale              | -                          | -                           | -                            | 5                           | -                   | 5      | (4°) Serie D                     | VE  |
| 49ª | Vigasio                  | -                          | -                           | -                            | 4                           | -                   | 4      | (4°) Serie D                     | VR  |
| 50ª | Montecchio               | -                          | -                           | -                            | 3                           | 14                  | 17     | (5°) Eccellenza                  | VI  |
| 51ª | Cadidavid                | -                          | -                           | -                            | 3                           | -                   | 3      | (7°) I Categoria                 | VR  |
| 52ª | Sampietrese              | -                          | -                           | -                            | 3                           | -                   | 3      | (9°) III Categoria               | RO  |
| 53ª | Montello                 | -                          | -                           | -                            | 2                           | 2                   | 4      | (6°) Promozione                  | TV  |
| 54ª | Cavarzere                | -                          | -                           | -                            | 2                           | -                   | 2      | (6°) Promozione                  | VE  |
| 55ª | Caorle                   | -                          | -                           | -                            | 2                           | -                   | 2      | (6°) Promozione                  | VE  |
| 56ª | Pievigina                | -                          | -                           | -                            | 1                           | 18                  | 19     | (5°) Eccellenza                  | TV  |
| 57ª | Spinea                   | -                          | -                           | -                            | 1                           | 3                   | 4      | non iscritto a nessun campionato | VE  |
| 58ª | Dueville                 | -                          | -                           | -                            | 1                           | -                   | 1      | (6°) Promozione                  | VI  |
| 59ª | Vigontina San Paolo      | -                          | -                           | -                            | 1                           |                     | 1      | non iscritto a nessun campionato | PD  |
| 60ª | Zevio                    | -                          | -                           | -                            | 1                           | -                   | 1      | (6°) Promozione                  | VR  |
| 61ª | Caerano                  | -                          | -                           | -                            | -                           | 13                  | 13     | (5°) Eccellenza                  | TV  |
| 62ª | LEO Oderzo               | -                          | -                           | -                            | -                           | 12                  | 12     | (5°) Eccellenza                  | TV  |
| 63ª | Santa Lucia              | -                          | -                           | -                            | -                           | 11                  | 11     | (7°) I Categoria                 | TV  |
| 64ª | Jesolo                   | -                          | -                           | -                            | -                           | 8                   | 8      | (7°) I Categoria                 | VE  |
| 65ª | Union Quinto             | -                          | -                           | -                            | -                           | 7                   | 7      | (8°) II Categoria                | TV  |
| 66ª | Sommacampagna            | -                          | -                           | -                            | -                           | 6                   | 6      | (8°) II Categoria                | VR  |
| 67ª | Pescantina               | -                          | -                           | -                            | -                           | 5                   | 5      | (6°) Promozione                  | VR  |
| 68ª | Cordignano               | -                          | -                           | -                            | -                           | 5                   | 5      | (8°) II Categoria                | TV  |
| 69ª | Martellago               | -                          | -                           | -                            | -                           | 4                   | 4      | (6°) Promozione                  | VE  |
| 70ª | Tombolo                  | -                          | -                           | -                            | -                           | 4                   | 4      | (7°) I Categoria                 | PD  |
| 71ª | Julia Sagittaria         | -                          | -                           | -                            | -                           | 4                   | 4      | (5°) Eccellenza                  | VE  |
| 72ª | San Polo                 | -                          | -                           | -                            | -                           | 4                   | 4      | (6°) Promozione                  | TV  |
| 73ª | Porto Viro               | -                          | -                           | -                            | -                           | 4                   | 4      | (5°) Eccellenza                  | RO  |
| 74ª | Nova Gens                | -                          | -                           | -                            | -                           | 3                   | 3      | (7°) I Categoria                 | VI  |
| 75ª | Calcio Tezze             | -                          | -                           | -                            | -                           | 3                   | 3      | (6°) Promozione                  | VI  |
| 76ª | Quinto Valpantena        | -                          | -                           | -                            | -                           | 3                   | 3      | (9°) III Categoria               | VR  |
| 77ª | Fulgor Salzano           | -                          | -                           | -                            | -                           | 2                   | 2      | (6°) Promozione                  | VE  |
| 78ª | Albignasego              | -                          | -                           | -                            | -                           | 2                   | 2      | (6°) Promozione                  | PD  |
| 79ª | Union Eurocalcio Cassola | -                          | -                           | -                            | -                           | 2                   | 2      | (7°) I Categoria                 | VI  |
| 79ª | Tregnago                 | -                          | -                           | -                            | -                           | 1                   | 1      | (7°) I Categoria                 | VR  |
| 80ª | Bagnoli                  | -                          | -                           | -                            | -                           | 1                   | 1      | (7°) I Categoria                 | PD  |
| 81ª | Lendinarese              | -                          | -                           | -                            | -                           | 1                   | 1      | (6°) Promozione                  | RO  |
| 82ª | Giorgianna               | -                          | -                           | -                            | -                           | 1                   | 1      | (6°) Promozione                  | PD  |
| 83ª | Piovese                  | -                          | -                           | -                            | -                           | 1                   | 1      | (5°) Eccellenza                  | PD  |
| 84ª | Castelnuovo Sandrà       | -                          | -                           | -                            | -                           | 1                   | 1      | (5°) Eccellenza                  | VR  |
| 85ª | Sarego                   | -                          | -                           | -                            | -                           | 1                   | 1      | (8°) II Categoria                | VI  |

Principali società di calcio non più attive:
Elenco delle società di calcio attualmente non in attività ordinate dall'ultima apparizione più recente:
- Clivense: vanta 1 partecipazione al IV livello (2023-2024). Nel giugno 2024 acquista il marchio e cambia denominazione in ChievoVerona;
- Sona: vanta 3 partecipazioni al IV livello;
- San Paolo PD: vanta 2 partecipazioni al IV livello (come Atletich San Paolo e Luparense San Paolo) e 4 partecipazioni al V livello (come San Paolo PD). Nel 2016 si fonde con la Vigontina nella Vigontina San Paolo.
- Vigontina: vanta 1 partecipazione al IV livello. Nel 2016 si fonde con il San Paolo PD nella Vigontina San Paolo;
- San Martino Speme: vanta 1 partecipazione al IV livello (2021-2022);
- Belluno: vanta 9 partecipazioni al III livello, 25 al IV livello e 15 al V livello. Nel 2021 si fonde con l'Union Feltre ed il San Giorgio Sedico nel Dolomiti Bellunesi;
- Union Feltre: vanta 3 partecipazioni al III livello e 7 al IV livello. Nel 2021 si fonde con il Belluno ed il San Giorgio Sedico nel Dolomiti Bellunesi;
- Sedico: vanta 1 partecipazione al V livello. Nel 2021 si fonde con il Belluno ed l'Union Feltre nel Dolomiti Bellunesi;
- Union S. Giorgio Sedico: vanta 1 partecipazione al IV livello. Nel 2021 si fonde con il Belluno ed l'Union Feltre nel Dolomiti Bellunesi;
- Liventina: vanta 2 partecipazioni al IV livello (2015-2016, 2017-2018);
- AltoVicentino e Marano[23]: vanta 3 partecipazioni al IV livello (2014-2017) e 1 partecipazione al V livello (2013-2014);
- Union Ripa La Fenadora: vanta 2 partecipazioni al IV livello (2014-2016) e 1 partecipazione al V livello (2013-2014);
- Petrarca: fondata nel 1910, vanta 2 partecipazioni al I livello, 3 al II e 3 al III livello. Si scioglie nel 2016;
- Thermal Abano Teolo: vanta 1 partecipazione al IV livello (2013-2014) e 1 partecipazione al V livello (2014-2015);
- Real Vicenza: fondata nel 2010 vanta 1 partecipazioni al III livello, 1 al IV livello e 1 al V livello, non si iscrive al successivo campionato nel 2015 ma rimane attiva nel settore giovanile;
- Città di Jesolo: vanta 8 partecipazioni al IV livello. Nel 2010 si trasferisce a San Donà di Piave (VE) assumendo la denominazione SandonàJesolo Calcio scogliendosi però poi nel 2013;
- Domegliara: vanta 3 partecipazioni al V livello (2007-2010).
- Donada: vanta 2 partecipazioni al V livello (1993-1994).
- Ponte di Piave: vanta 3 partecipazione al V livello (1989-1992).
- Contarina: fondata nel 1944 vanta 12 partecipazioni al V livello. Si scioglie nel 1994;
- Olimpia Cittadella: vanta 2 partecipazioni al IV livello. Nel 1973 si fonde con l'Unione Sportiva Cittadellese con il nome di Associazione Sportiva Cittadella.
- Sottomarina: vanta 3 partecipazioni al III livello (1968-1971) e 1 partecipazione al IV livello (1967-1968). Si fonde nel 1971 con l'U.S. Clodia;
- Clodia: vanta 6 partecipazioni al IV livello e 1 partecipazione al V livello. Si fonde nel 1971 con l'U.S. Sottomarina;
- Hellas: vanta 6 partecipazioni al IV livello. Nel 1958 viene assorbito dall'AC Verona e assume la denominazione Associazione Calcio Hellas Verona;
- CRAL SAVA: vanta 2 partecipazioni al IV livello (1955-1957).
- A.C. Vital Fossalta (Fossalta di Piave): vanta 2 partecipazioni al IV livello (1950-1952).
- C.R.A.L. Arsenale Venezia: vanta 2 partecipazioni al IV livello (1955-1957) e 1 partecipazione al V livello (1957/58).
- Acciaieria Valbruna (Vicenza): vanta 1 partecipazione al IV livello (1950-1951).
- U.S. Excelsior-Lido: vanta 1 partecipazione al IV livello (1951-1952).
- Bentegodi Verona:  è stata la sezione calcio della polisportiva Istituzione comunale Marcantonio Bentegodi. Vanta 2 partecipazioni al I livello, 5 al II e 4 al III livello, si scioglie una prima volta nel 1928 per volere fascista confluendo nel Verona. Viene rifondata nel dopoguerra ma si scioglie nuovamente dopo il 1954;
- Angelo Milani (Taglio di Po): vanta 1 partecipazioni al IV livello (1951-1952);
- San Marco Venezia: vanta 2 partecipazioni al III livello (1946-1947) e 1 partecipazione al IV livello (1948-1949);
- Tita Fumei: fondata a Padova agli inizi degli anni '20. Si scioglie nel 1928;
- Volontari Venezia: fondata nel 1909 si scioglie nel 1914;

#### Calcio a 5
Da quando esiste il girone unico (stagione 1990-91) nove squadre venete hanno calcato i palcoscenici della massima serie: Arzignano, CAME Treviso, Hellas Verona, Lions Chioggia, Luparense, Marca, Petrarca, Venezia e Verona. 
L'Arzignano è stata la prima formazione regionale ad aggiudicarsi lo scudetto (2003-04), bissando il successo anche due stagioni dopo e facendo proprie una edizione di Coppa Italia e due di Supercoppa. La Luparense di San Martino di Lupari è la squadra più titolata del campionato italiano, potendo vantare nel suo palmarès sei scudetti e tre Coppe Italia oltre a cinque Supercoppe italiane. La Marca, nata nel 2005 dall'unione di Treviso e Castelfranco, ha vinto due scudetti, una Coppa Italia e due Supercoppe italiane.

### Rugby a 15
Il rugby a 15 è tra gli sport più seguiti in Veneto.
Solo in tre campionati, e tutti nell'anteguerra, la regione non fu mai rappresentata in prima divisione nazionale.
Il Veneto ha conquistato complessivamente 48 scudetti su 92 edizioni di campionato tenutesi al 2022: quindici vinti dal Benetton di Treviso, quattordici dal Petrarca di Padova, tredici dal Rovigo e uno dal Mogliano, cui vanno aggiunti i cinque vinti tra il 1958 e il 1968 dalle Fiamme Oro, squadra della Polizia di Stato che all'epoca era domiciliata a Padova.
Tra il 1970 e il 1990 il Veneto conquistò 18 scudetti dei 21 in palio (11 con Padova, 4 con Rovigo e 3 con Treviso), lasciando al resto d'Italia solo 3 campionati (2 con L'Aquila e uno con Brescia).
A livello femminile il campionato, nella sua veste ufficiale in carico alla FIR dal 1991, vide un monologo veneto fino al 2013: per 22 edizioni consecutive il titolo non uscì dalla regione, condiviso tra le Red Panthers (la squadra femminile del Benetton, 16 titoli) e il Riviera di Mira (6).
Più in generale, su 29 edizioni completate di campionato, le squadre venete ne hanno vinte 27 (le 22 citate più quattro del Valsugana di Padova, la città più scudettata del rugby italiano con 23 titoli complessivi, e uno di Villorba), lasciando solo a Monza e Colorno, con un campionato ciascuno, l'onore di inscrivere il nome delle proprie regioni nel palmarès.

### Pallacanestro
La pallacanestro maschile ha dato all'Italia nove titoli nazionali: quattro vinti dalla Reyer Venezia (due negli anni quaranta, stagione 2016-17 e 2018-19) e altri cinque conquistati dal Treviso. Il sodalizio trevigiano ha inoltre vinto otto Coppe Italia, quattro Supercoppe Italiane e in due occasioni la Coppa delle Coppe. La Scaligera Verona infine si è aggiudicata una Coppa Italia, una Supercoppa Italiana e una Coppa Korać.
Ancora più importante è il segno lasciato dalle società venete nella pallacanestro femminile: l'AS Vicenza ha vinto dodici campionati di Serie A1 (di cui sette consecutivi tra il 1981 e il 1988) e cinque Coppe dei Campioni mentre lo Schio ha fatto suoi otto scudetti oltre a nove Coppe Italia, sette Supercoppe italiane e una EuroCup Women. Reyer Venezia ha vinto tre scudetti e una coppa italia mentre Treviso ha vinto un'edizione del campionato e una di Coppa Italia. La compagine veneziana ha inoltre conquistato due Supercoppe italiane, la prima nel 2008 battendo in finale proprio le atlete scledensi e si riconfermarono nel 2020. 

### Pallavolo
Il Volley Treviso è una delle squadre più prestigiose della Penisola e, come Sisley Treviso, ha dominato per un quarto di secolo i palcoscenici nazionali e internazionali.  Nel suo palmarès figurano nove scudetti, cinque Coppe Italia, sette Supercoppe Italiane, quattro Champions League, due Coppe CEV, quattro Challenge Cup e due Supercoppe Europee. Il disimpegno della famiglia Benetton ha comportato nel 2012 la ripartenza della società dalle categorie minori. Altra importante società è il Padova, che a cavallo fra gli anni '80 e gli anni '90 disputò 5 finali dell'allora Coppa CEV, ora Challenge Cup, vincendone però solo una.
Nella pallavolo femminile, spicca l'Imoco Conegliano che a partire dalla stagione 2015-2016 ha collezionato  7 Scudetti, 6 Coppe Italia, 7 Supercoppe italiane e 2 Coppa del mondo per club e 2 CEV Champions League, diventando una delle squadre con più vittorie nel panorama nazionale. In precedenza solo le ragazze del Joy Volley Vicenza erano riuscite a vincere un trofeo: la Supercoppa italiana nell'edizione del 2001.

### Hockey

#### Hockey su ghiaccio
L'Hockey su ghiaccio è molto praticato nelle zone di montagna come la provincia di Belluno e l'Altopiano dei sette comuni: il Cortina con 16 titoli è il secondo club italiano più titolato (a due distanze dal Bolzano), mentre l'Asiago nel nuovo millennio è stato protagonista di un exploit che lo ha portato a conquistare i suoi primi cinque scudetti.

#### Hockey su pista
Gran parte del movimento regionale si concentra nella provincia di Vicenza. Il club più titolato è il Bassano 54 detentore di due scudetti, due Coppe Italia e di altrettante edizioni della Supercoppa italiana. A livello internazionale la società giallorossa ha vinto un Campionato del Mondo per Club (2006) e una Coppa CERS. Il Valdagno ha vinto tre scudetti, altrettante Supercoppe e due Coppa Italia;  il Breganze due scudetti, tre Coppe Italia e una Supercoppa; infine il Trissino che ha in bacheca un titolo nazionale e una Coppa Italia. A livello femminile si registrano i tre scudetti e la Coppa Italia vinti dal Breganze nonché gli scudetti vinti dalle due formazioni bassanesi (uno ciascuno per Roller Bassano e Bassano 54). La formazione femminile del Bassano 54 ha fatto propria anche un'edizione della Coppa Italia.

#### Hockey su prato
Per quanto riguarda l'Hockey su prato si segnalano i sette scudetti vinti dalla formazione femminile del Mori-Villafranca, tre dei quali indoor. Il Villafranca maschile ha vinto negli anni '80 cinque scudetti indoor, mentre il CUS Padova dopo 36 anni di digiuno è tornato alla vittoria, conquistando nel 2011 il suo terzo scudetto indoor. Anche la formazione femminile del CUS Padova è stata campione d'Italia indoor (1986 e 2003).

#### Hockey in-line
Uno sport di recente diffusione è invece l'Hockey in-line che vede attualmente gli Asiago Vipers come una delle più prestigiose compagine a livello nazionale (sette scudetti consecutivi, cinque Coppe Italia e sette Supercoppe italiane) e mondiale (tre Champions League). Un'altra realtà importante è quella rappresentata dai Ghosts Padova che si sono aggiudicati uno scudetto e una Coppa Italia.

### Pallamano
L'unico successo veneto degno di nota in questo sport è stato lo scudetto conquistato dal CUS Verona nella stagione 1971-72.

### Pallanuoto
Padova è l’unica città veneta ad aver vinto dei trofei nazionali nella disciplina della pallanuoto. La Lantech Plebiscito si è infatti laureata campione d’Italia per 4 anni consecutivi, tra il 2014 e il 2018, vincendo il campionato di A1 femminile. La compagine patavina, nello stesso periodo, si è aggiudicata anche 3 Coppe Italia.

## Principali impianti sportivi

### Polifunzionali
| Impianto              | Città              | Capienza | Anno di apertura |
| --------------------- | ------------------ | -------- | ---------------- |
| Marcantonio Bentegodi | Verona             | 39 211   | 1963             |
| Euganeo               | Padova             | 32 420   | 1994             |
| Piercesare Tombolato  | Cittadella         | 7 623    | 1981             |
| PalaOlimpia           | Verona             | 5 350    | 1986             |
| PalaVerde             | Treviso            | 5 344    | 1963             |
| Pier Giovanni Mecchia | Portogruaro        | 4 021    | 1947             |
| Zoppas Arena          | Conegliano         | 4 000    | 1993             |
| PalaFabris            | Padova             | 3 916    | 1980             |
| Palasport Taliercio   | Mestre             | 3 509    | 1978             |
| PalaInfoplus          | Bassano del Grappa | 2 152    | 1992             |

### Calcio
| Stadio               | Città             | Capienza | Anno di apertura |
| -------------------- | ----------------- | -------- | ---------------- |
| Romeo Menti          | Vicenza           | 17 163   | 1935             |
| Pier Luigi Penzo     | Venezia           | 11 150   | 1913             |
| Omobono Tenni        | Treviso           | 7 500    | 1933             |
| dei Fiori            | Valdagno          | 6 000    | 1930             |
| Verino Zanutto       | San Donà di Piave | 4 000    | 1929             |
| Aldo e Dino Ballarin | Chioggia          | 3 622    |                  |

### Rugby
| Stadio           | Città  | Capienza | Anno di apertura |
| ---------------- | ------ | -------- | ---------------- |
| Plebiscito       | Padova | 7 715    | 1981             |
| Mario Battaglini | Rovigo | 5 500    | 1970             |
| Comunale         | Monigo | 5 000    | 1973             |

## Principali società sportive

### Calcio
- Adriese
- Bassano Virtus
- Belluno
- Campodarsego
- ChievoVerona
- Cittadella
- Delta Porto Tolle
- Associazione Calcio Este
- Giorgione
- Hellas Verona
- Città di Jesolo
- Legnago
- Calcio Montebelluna
- Padova
- Portogruaro Calcio
- Pro Mogliano
- Real Vicenza
- Rovigo Calcio
- Sambonifacese
- Treviso
- Union Clodiense
- Venezia FC
- Vicenza Calcio
- Virtus Vecomp Verona
- Vittorio Veneto

### Pallacanestro

#### Maschile
- Benetton Pallacanestro Treviso
- Pallacanestro Petrarca Padova
- Scaligera Basket Verona
- Reyer Venezia Mestre
- Universo Treviso Basket

#### Femminile
- Reyer Venezia Mestre Femminile
- Pallacanestro Femminile Schio
- A.S. Vicenza
- A.S.D. San Martino di Lupari
- New Polibasket San Bonifacio
- Giants Basket Marghera

### Pallavolo

#### Maschile
- Bassano Volley
- BluVolley Verona
- Petrarca Padova
- Volley Treviso

#### Femminile
- Imoco Volley Conegliano
- Vicenza Volley
- Volley Club Padova
- Ags Volley San Donà

### Rugby a 15

#### Maschile
- Rugby Badia
- Benetton Treviso
- CUS Padova
- Verona Rugby
- Rugby Mirano
- Rugby Mogliano
- Petrarca (Padova)
- Rugby Vicenza
- Roccia Rugby Rubano
- Rugby Rovigo
- Rugby San Donà
- Tarvisium (Treviso)
- Venezia Mestre Rugby
- Rugby Club Valpolicella
- Grifoni Rugby Oderzo

#### Femminile
- Red Panthers (Treviso)

### Pallanuoto
- Plebiscito Padova

### Pallamano
- Pallamano Cellini Padova

### Baseball
- Verona Baseball Team
- Baseball Team Ponte di Piave
- Padova Baseball

### Cricket
- Venezia Cricket Club

### Football americano
- Castelfranco Cavaliers
- Hurricanes Vicenza
- Redskins Verona
- Saints Padova
- Mexicans Pederobba

### Calcio a 5
- Real Futsal Arzignano
- Canottieri Belluno
- CAME Dosson Calcio a 5
- Gruppo Fassina Calcio a Cinque
- Luparense Calcio a Cinque
- Marca Futsal
- Petrarca Calcio a Cinque
- Venezia Calcio a 5
- Verona Calcio a 5

### Hockey in-line
- Asiago Vipers
- Diavoli Vicenza
- Ghosts Hockey Team Padova
- Rhinos Hockey Treviso

### Hockey su ghiaccio
- Alleghe Hockey
- Asiago Hockey 1935
- Falchi Hockey Bosco Chiesanuova
- Sportivi Ghiaccio Cortina
- Unione Sportiva Ghiaccio Zoldo

### Hockey su pista
- Bassano Hockey 54
- G.S. Hockey Trissino
- Hockey Valdagno 1938
- Roller Bassano
- Hockey Breganze
- Sandrigo Hockey

### Hockey su prato
- CUS Padova Hockey

### Pattinaggio Corsa
- Gruppo Sportivo Scaltenigo
- Pattinatori Spinea
- Gruppo Cosmo Noale
- Polisportiva Casier